# Вишнівка (Ковельський район)
Вишні́вка — село в Україні, у Рівненській сільській громаді Ковельського району Волинської області. До 1963 року село носило назву Старий Опалин.
Населення становить 70 осіб.

## Історія
У 1906 році Опалин, містечко Гущанської волості Володимир-Волинського повіту Волинської губернії. Відстань від повітового міста 78  верст, від волості 3. Дворів 222, мешканців 1614.
До 18 липня 2017 року село підпорядковувалось Гущанській сільській раді Любомльського району Волинської області.

## Населення
Згідно з переписом УРСР 1989 року чисельність наявного населення села становила 181 особа, з яких 74 чоловіки та 107 жінок.
За переписом населення України 2001 року в селі мешкали 133 особи.

### Мова
Розподіл населення за рідною мовою за даними перепису 2001 року:
| Мова       | Відсоток |
| ---------- | -------- |
| українська | 99,25 %  |
| білоруська | 0,75 %   |